# Wallsend
Wallsend este un oraș în comitatul Tyne and Wear, regiunea North East, Anglia. Orașul se află în districtul metropolitan North Tyneside.

## Originea numelui
Denumirea orașului provine de la zidul lui Hadrian al cărui capăt estic se termina în locurile pe care apoi s-a dezvoltat această localitate.

## Personalități
- Sting (n. 1951), muzician;
- Sam Craigie (n. 1993), jucător de snooker.